# پی‌اس ایرلند
پی‌اس ایرلند (به انگلیسی: PS Ireland) یک کشتی بود. این کشتی در سال ۱۸۹۱ ساخته شد.